# دانتوره
دانتوره (به لاتین: Danture) یک منطقهٔ مسکونی در سری‌لانکا است که در استان مرکزی (سری‌لانکا) واقع شده‌است.